# Le Luart
Le Luart é uma comuna francesa na região administrativa do País do Loire, no departamento de Sarthe. Estende-se por uma área de 12.4 km². Em 2010 a comuna tinha 1 455 habitantes (densidade: 117,3 hab./km²).